# پیر-ماری دلوف
پیر-ماری دلوف (انگلیسی: Pierre-Marie Deloof؛ زادهٔ ۲۹ سپتامبر ۱۹۶۴) قایقران روئینگ اهل بلژیک است.